# Michel (priimek)
Michel je priimek več oseb:
- Benjamin-François-Régis Michel, francoski general
- Delphin-Joseph-Théodore Michel, francoski general
- Louis-Michel-Marie-Joseph Michel, francoski general